# محمد الشرفي (شاعر يمني)
محمد حسين الشرفي (1940 - 2013 ) هو شاعر و كاتب مسرحي و دبلوماسي يمني. ولد عام 1940 في الشاهل في محافظة حجة. تلقى تعليمه في مدينته، ثم انتقل إلى صنعاء ليكمل دراسته هناك. عمل في إذاعة صنعاء من 1960 حتى 1965، ثم في وزارة الخارجية من 1965 حتى 1997، ثم انتقل للعمل في سفارات اليمن في العيد من الدول. وهو عضو مؤسس في اتحاد الأدباء والكتاب اليمنيين. له مساهمات في كتابة الشعر الغنائي. حصل على العديد من الأوسمة والجوائز الأدبية.

## أعماله

### دوواين ومجموعات شعرية
| - دموع الشراشف. - أغنيات على الطريق الطويل. - ولها أُغني. - من أجلها. - منها وإليها. - الحب مهنتي. - وهكذا أُحبها. - الوصية العاشرة أن تحب. - صاحبتي وأناشيد الريح. - من مجامر الأحزان. | - الحب دموع والحب ثورة. - السفر من وجع الكتابة وأشواق النار. - ساعة الذهول. - دعونا نمر. - أنا أعلن خوفي. - من مملكة الإماء. - مختارات من أشعار محمد الشرفي. - مختارات من أشعاره. |

### مسرحيات شعرية ونثرية
| - في أرض الجنتين - حريق في صنعاء. - الانتظار لن يطول. - الغائب يعود. - من مواسم الهجرة والجنون. - العشاق يموتون كل يوم. - الطريق إلى مأرب. - موتى بلا أكفان. - حارس الليالي المتعبة. - الكراهية بالمجان. - العجل في بطن الإمام. | - ولليمن حكاية أُخرى. - المرحوم لم يمت. - المعلم. - السجين قبل الأخير. - التحدي. - الذهب. - من حكايات السندباد اليمني الجديد. - فلسطين الانتفاضة والاستقرار. - مملكة السعادة. - فلسطين والانتظار البائس. |

## وصلات خارجية
- محمد حسين الشرفي.
- صورة خارجية.